# Ondřej Brousek

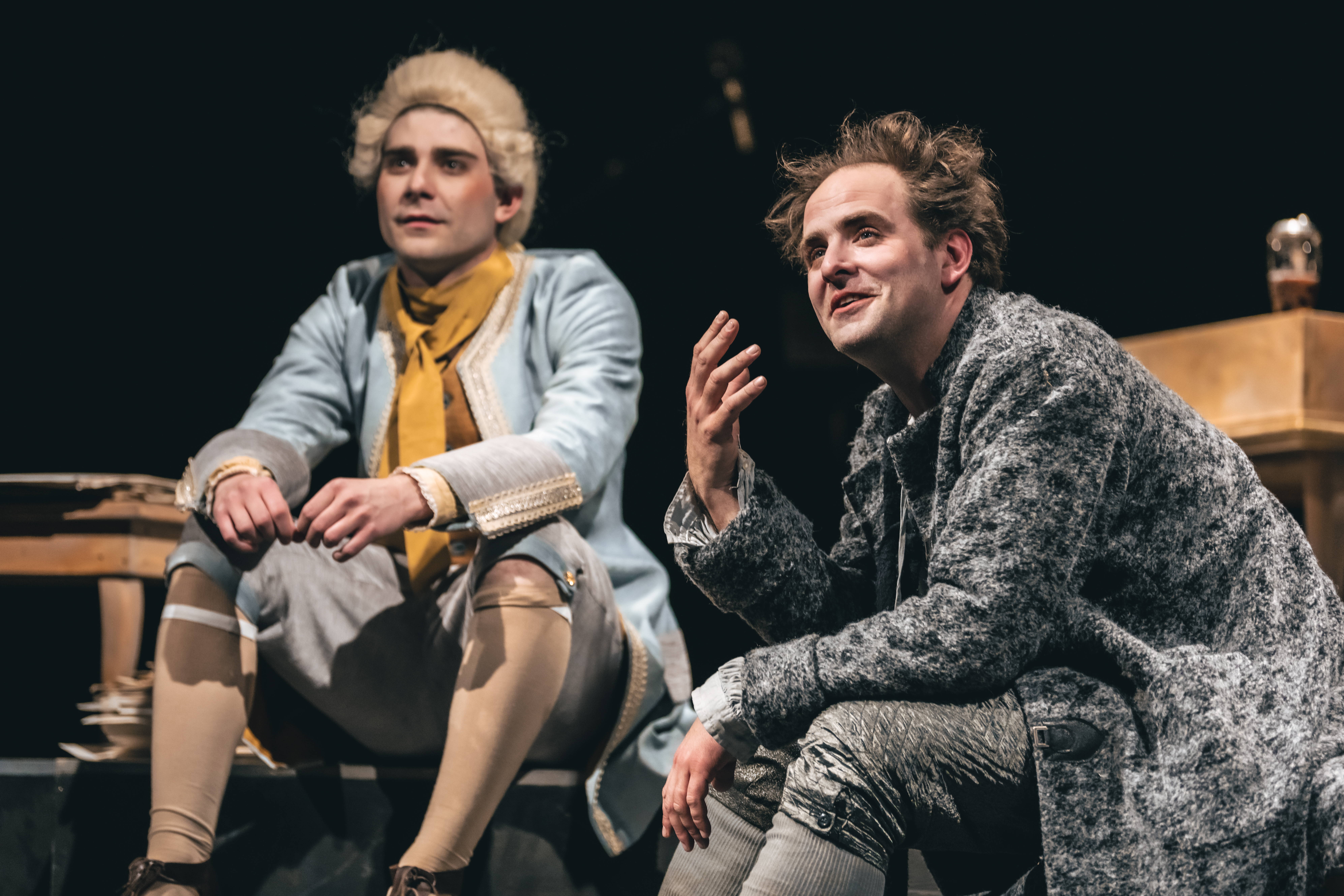
Ondřej Brousek (rechts) als Wilhelm Friedemann Bach, Divadlo na Vinohradech, 2023

Ondřej Brousek (* 28. März 1981 in Prag, Tschechoslowakei) ist ein tschechischer Musiker, Komponist und Schauspieler.

## Biografie
Ondřej Brousek ist der Sohn von Otakar Brousek (* 1957) und der Schauspielerin Zuzana Mixová. Sein Großvater ist der Schauspieler Otakar Brousek (1924–2014). Er studierte Musik und Theater am Prager Konservatorium. Anschließend spielte er am Prager Theater Divadlo Na Fidlovačce. Bereits zuvor debütierte er in dem 1997 erschienenen und von Václav Vorlíček inszenierten Fantasyabenteuerfilm Der Feuervogel an der Seite von Tina Ruland, Horst Buchholz und Karel Roden als Schauspieler auf der Leinwand. International wurde er für seine Darstellung des Elien in Jan Hřebejks Historienfilm Kuschelnester bekannt. 
Parallel zur Schauspielerei komponiert und spielst Brousek auch Musik. So ist er Mitglied der tschechischen Funk- und Popband Monkey Business. Außerdem komponierte er seit 1997 die Filmmusik für unterschiedliche Filme.
Seit dem 25. November 2011 ist Brousek mit der Schauspielerin Anna Remková, Tochter des tschechoslowakischen Raumfahrers Vladimír Remek, verheiratet.

## Filmografie (Auswahl)
Schauspiel
- 1997: Der Feuervogel (Pták Ohnivák)
- 1999: Kuschelnester (Pelíšky)
- 2003: Das Krankenhaus am Rande der Stadt – 20 Jahre später (Nemocnice na kraji města po dvaceti letech, Fernsehserie, neun Folgen)
- 2004: Bolero

Komposition
- 1997: 2057
- 1998: Stín ve větru
- 1999: Cesta bez průvodce
- 2001: Bez tváře
- 2002: Kráska a netvor
- 2003: Trosečníci
- 2006: Vřesový trůn
- 2010: Škola princů
- 2011: Micimutr
- 2012: Láska je láska